# روهل
روهل (به هلندی: Rohel) یک منطقهٔ مسکونی در هلند است که در اسکارلند واقع شده‌است. روهل ۲۷۰ نفر جمعیت دارد.